# 336. pehotni polk (Italija)
336. pehotni polk Piceno je bil pehotni polk Kraljeve italijanske kopenske vojske.

## Zgodovina
Med drugo svetovno vojno je bil polk nastanjen v Italiji.